# Cannon Bernáldez
Cannon Bernáldez (Ciudad de México, 1974) es una fotógrafa y artista visual mexicana. Es miembro del Sistema Nacional de Creadores de Arte desde 2016, y desde el 2009 dirige su taller de fotografía Photo Linterna Mágica en la Ciudad de México. Actualmente estudia la maestría en artes impartida por la Universidad Nacional Autónoma de México.
Algunas fotógrafas y fotógrafos contemporáneas de Bernáldez y con quienes ha tenido exposiciones colectivas son: Pía Elizondo, Patricia Lagarde y Arturo Fuentes, quienes en palabras de Sonia Ávila ofrecen narrativas históricas a partir de su cuerpo retratado.
Algunos de los temas recurrentes en su obra son la muerte, la violencia, el abandono y la desolación. Además de incorporar elementos autobiográficos para reflexionar sobre: “[…] la fragilidad del cuerpo humano, el papel de las recreaciones dentro de la tradición documental, así como el medio y la historia de la fotografía.”
Sus influencias dependen del proyecto en el que trabaje y van desde fotógrafos hasta pintores y críticos e historiadores como Francesca Woodman, Joan Foncuberta y Francis Bacon.
Si bien no se asume como feminista, se asume con conciencia crítica desde lo social.
Actualmente la representa la Galería Patricia Conde.

## Formación
Estudió Periodismo en la Escuela de Periodismo Carlos Septién García además de complementar su formación mediante cursos y talleres de fotografía y crítica cinematográfica.
Su obra se ha presentado en galerías y centros culturales de México, Estados Unidos, Rusia, Perú y Francia.

## Exposiciones

### Individuales
- Bitácora (2017)[9]

Del 26 de julio al 14 de septiembre en el Foro R-38 de la Universidad del Claustro de Sor Juana, México.
La muestra abarca diversas técnicas como el fotobordado, plata sobre gelatina, fotomontaje digital, impresión en albúmina, colodión húmedo, escultura, maqueta e intervención de juguetes antiguos.
Sobre la exposición, José Quezada comentó: “Se trata de una reflexión sobre la muerte, la violencia y la vulnerabilidad de la infancia. Por ejemplo, en la serie fotográfica en la que capta a niños dormidos, Bernáldez recreó los rituales funerarios decimonónicos en los que los cadáveres eran retratados.”
En este trabajo la fotógrafa quiso visibilizar la violencia que los fotógrafos suelen ejercer sobre las personas fotografiadas, lo cual no se suele ver pues el público únicamente tiene contacto con el producto final, la fotografías y desconoce todo lo que se da detrás de cámaras.
La curaduría estuvo a cargo de Inés Maldonado y Gabrielle Vinós.
- Cannon Bernáldez (2016)[13]  Del 10 de septiembre al 9 de diciembre en Lenzner Family Art Gallery, Claremont, California, EUA.

Integrada por las series:
Miedos (2004-2008).
Es una serie integrada por 19 piezas, son imágenes en papel antiguo, en plata gelatina, reveladas e impresas. Según Merry MacMasters, en esta serie Bernáldez muestra: “sus propios temores y fobias, como a morir atropellada. Estos autorretratos y puestas en escena, que combinan ficción y realidad, le permitieron ganar la 12 Bienal de Fotografía (2006) en México.” Los autorretratos “reflejan una constante preocupación de vivir en un mundo tan hostil y violento.”
Sobre la serie la fotógrafa comentó en una entrevista para Zócalo: “Son pequeñas, como los formatos que manejo ahorita, de 8 por 8 (centímetros). La idea es que el espectador se acerque, que haya una comunicación, incluso corporal. Es como una ventana, pero lo que en realidad están viendo es como un mundo donde están pasando cosas, es un universo fantástico, pero a la vez terrorífico”, expresa.
El diablo anda suelto (2007)
En ella la fotógrafa hace un recorrido por la nota roja, tratando de abordarla desde otro punto de vista. Y aunque quiso lograr la sutileza comenta que no pudo lograrlo.
Durante seis meses Bernáldez acompañó a un fotoperiodista de la nota roja una vez a la semana. Y como en ocasiones no ocurría nada y eran sesiones aburridas comenta que:
“Un día me di cuenta de que deseaba que pasara algo, pero no me percaté de que en realidad quería que la muerte apareciera. Fue algo muy fuerte desear eso. Entendí que el proyecto no sólo era lo que fotografiaba, sino cómo me sentía y lo que deseaba.”
Hermanas (2011-2014).
Esta serie trató de emular el retrato mortuorio del siglo XIX. Usando formatos análogos y digitales, experimentó para ir en contra de todo lo que se le había enseñado al hacer fotodocumental.
Al respecto comentó:
“La cámara fue un instrumento de poder y yo tenía el control. Era una forma de ejercer la violencia. (Los padres) firmaban una cesión de derechos que me permitía realizar las imágenes que quería. Era ir en contra de mis principios fotográficos. Quería saber qué pasaba, cómo me sentía y qué imágenes se podían obtener. Era cambiar el punto de mirada y transformarme, no en espectador, sino en actor.”
- Botánica (Xalapa, 2011)  En la Galería Ramón Alva de la Canal. Es una serie que tiene como protagonistas a las plantas y escenarios armados por la fotógrafa, teniendo como inspiración a los fotógrafos viajeros del siglo pasado.[17]

En palabras de su autora:
“In ‘Botanica’ I wanted to represent the personal and ideological vision of the landscape of 19th-century photographers by inventing scenarios and models and imagining myself as an expeditionary photographer from that era. Working with notes and samples, and gathering huge quantities of organic material, I integrated these elements into installations that I painted and assembled. I used a large-format camera and 19th-century printing techniques to give the images historical references.”
- A vuestras mercedes (2005)  Sala Nacho López, Fototeca Nacional del INAH, Hidalgo.
- Citlalli (2003)  Galería de la Alianza Francesa, San Ángel.
- De las Madres adolescentes, Las Mercedes y Citlalli (2004)  Images du Pole, Orleáns Francia.

### Colectivas
- Tiempos Violentos (2011). Museo de Arte Carrillo Gil.
- Tiempos Violentos (2010). Americas Society Art Gallery, New York.
- Detrás del Sueño (2011). Museo Nacional de Arte, México.
- Miedos (2011). Galería Patricia Conde, México.
- Mundos mexicanos, 25 fotógrafos contemporáneos (2010). Palacio de Bellas Artes de Bruselas.
- New York, Photo Festival (2010). Tobacco Warehouse, Nueva York.
- XIV Bienal de fotografía (2010). Centro de la Imagen, México.
- Defecto común/identidades en disolución (2010). Museo Universitario del Chopo, México.
- Imitating Life (2009). VII Festival Internacional de Fotografía en Lima, Perú.
- Detrás del sueño (2007). Centro Nacional de Arte Contemporáneo, Moscú, Rusia.
- 12 Bienal de fotografía (2006), Centro de la Imagen, México
- Cuerpo y fruta (2003), Galería Baudoin Lebon, París, Francia
- Colectiva Nosotros fuimos (s/a) Museo Nacional de Arte, México.

## Premios
- Ganadora de la 12 Bienal de fotografía, 2016.
- Finalista Descubrimientos Fotoespaña, 2008.
- Premio de adquisición 12 Bienal de Fotografía, Centro de la Imagen, 2006.
- Mención Honorífica en la primera Bienal Nacional de Artes Visuales,  Mérida, 2002.
- Premio, Salón de octubre, Premio Omnilife, 2001.
- Mención Honorífica en el concurso, Premio Nacional de Periodismo y cultura, 2001.
- Mención Fernando Benítez, 2000-2001.
- Mención honorífica en el Concurso fotográfico Cuerpo Fruta, 2000.[20]

## Becas
- Miembro del Sistema Nacional de Creadores de Arte del 2011-2014.
- Beca de la Fundación Tierney, E.U., 2009.
- Jóvenes Creadores, FONCA en dos emisiones 2001-2002 y 2005-2006.
- Beneficiaria del programa, Artes por todas Partes, 2003 y 2006.

## Colecciones
Su obra forma parte de las colecciones de los siguientes lugares:
- Museo Fine Arts, Houston, Texas.
- Arts Center, Universidad de Lehigh en Pensilvania. E.U.
- Centro de la Imagen, México.
- Museo de Arte Carrillo Gil, México.
- Museo Universitario del Chopo, México.
- Fundación Cultural Televisa, México.

## Docencia
- Universidad Autónoma del Estado de Morelos en la Facultad de Artes.
- Escuela de Periodismo Carlos Septién García.

## Cursos y talleres
- Técnica fotográfica y producción artística, tanto en el Distrito Federal como en los
- Centros de Arte de San Luis Potosí, Centro Fotográfico Álvarez Bravo entre otros.